# Mel Stewart
Pour les articles homonymes, voir Stewart.
Cet article possède un paronyme, voir Melvin Stewart.
Mel Stewart (né le 19 septembre 1929, mort le 24 février 2002) est un acteur américain, réalisateur pour la télévision et musicien.

## Biographie
Mel Stewart commence sa carrière en 1959 dans des petits rôles à la télévision. Au début des années 1960, il apparait dans des spectacles à Broadway. Il joue dans de nombreux films et téléfilms entre 1959 et 1993.
En tant que musicien et saxophoniste de jazz accompli, il faisait partie d'un groupe d'improvisation de San Francisco, et apparaît en 1969 dans The Dick Cavett Show. Il était également ceinture noir d'aikido.
Il meurt en 2002 à l'âge de 72 ans.

## Filmographie

### Télévision
- Roll Out, série télévisée
- La petite maison dans la prairie S07E15, série télévisée
- Tabatha, série télévisée
- All in the Family, série télévisée
- Les deux font la paire, série télévisée

### Cinéma
- 1963 : The Cool World
- 1973 : Scorpio
- 1981 : C'est ma vie, après tout !
- 1988 : Flic ou Zombie
- 1990 : Re-Animator 2